# Jack Clement
Pour les articles homonymes, voir Clement.
Jack Clement, né le 5 avril 1931 à Memphis dans le Tennessee et mort le 8 août 2013 à Nashville, est un chanteur, auteur-compositeur et producteur américain. Intronisé en 2013 au Country Music Hall of Fame,, il est connu pour avoir activement participé à la valorisation et à la production sur scène d'artistes et de groupes de rock, tels que Johnny Cash et U2, et à la découverte de chanteurs comme Jerry Lee Lewis ou encore, l'un des premiers artistes noirs de la musique country, Charley Pride.

## Biographie
De son nom complet Jack Henderson Clement, il est élevé et grandit à Memphis. Son intérêt pour la musique commence dès son plus jeune âge et apprend la guitare et le dobro une fois adolescent. En 1948, il est engagé dans les Marines pendant quatre ans. Il passe les deux dernières années de son service à Washington où il fait la rencontre de la famille Stonemans, passionnée de musique country. Il forme alors, Buzz and Jack & the Bayou Boys, un groupe de Bluegrass, comprenant le violoniste Scotty Stoneman et le mandoliniste Buzz Busby. Le trio se produit à l'occasion de spectacles de musiques country à Wheeling en Virginie-Occidentale et à Boston.
De retour à Memphis en 1953, il étudie pendant deux ans à l'Université de Memphis avant d'être engagé comme producteur pour le label musical Sun Records, fondé par Sam Phillips, où il travaille avec de jeunes talents et de futures stars comme Roy Orbison, Jerry Lee Lewis, Carl Perkins, Johnny Cash et Charlie Rich. C'est au cours de sa période d'études, entre 1953 et 1955, qu'il gagne son surnom de "Cowboy", alors qu'il jouait de la steel guitar dans des groupes de musique locaux et participait à des shows radiophoniques,.
En 1957, Jack Clement écrit les paroles de la chanson Ballad of a Teenage Queen, interprétée avec succès par Johnny Cash. Il est aussi l'auteur des titres Guess Things Happen That Way, no 1 des charts de country et no 11 des charts de pop en 1958 et The One on the Right Is on the Left, no 2 des charts de country en 1966. Le meilleur tube de Johnny Cash, Ring of Fire, est écrit par Clement en 1963.
En 1959, il répond favorablement à l'offre d'un poste de producteur pour le label musical RCA Records à Nashville. Il déménage toutefois deux ans après à Beaumont au Texas pour allier ses efforts à ceux du producteur Bill Hall pour monter la société d'enregistrements Gulf Coast Recording Studio et la société d'édition Hall-Clement publishing company. Il revient s'installer à Nashville d'une façon définitive en 1965, devenant une figure phare de l'industrie de la musique country, montant un business d'édition et "Sun Studios", sa propre maison d'enregistrement, travaillant avec Charley Pride et Ray Stevens. Il cofonde en 1971 la J-M-I Record Company et contribue au lancement de la carrière de Don Williams. En 1973, il est intronisé au Nashville Songwriters Hall of Fame.
Durant les années 1980, le studio d'enregistrement de Clement n'attire plus seulement les artistes de pop et de country, mais aussi les rockeurs. En 1987, ses services sont sollicités par les membres du groupe de rock irlandais U2 pour l'enregistrement d'une partie de l'album Rattle and Hum qui sort l'année suivante.
Jack Clement est intronisé au Country Music Hall of Fame en avril 2013. Il décède quatre mois plus tard, le 8 août 2013, à Nashville, des suites d'un cancer du foie. Il était âgé de 82 ans.